# Rhinobaccha
Rhinobaccha là một chi ruồi trong họ Syrphidae.